# كاسولا
كاسولا (بالإيطالية: Cassola)‏ هي مدينة في مقاطعة فشنزة بمنطقة فنيتة، شمال إيطاليا.